# Голубев, Иван Дмитриевич
Иван Дмитриевич Голубев (28 ноября 1903, дер. Засеки, Псковская губерния — 15 января 1980, дер. Углы, Псковская область) — командир орудия 340-го стрелкового полка младший сержант — на момент последнего представления к награждению орденом Славы.

## Биография
Родился 28 ноября 1903 года в деревне Засеки (ныне — Струго-Красненского района Псковской области). Окончил 4 класса. Был рабочим железнодорожной станции Вересть.
В 1924—1925 годах проходил действительную службу в Красной армии. В 1939 году был вновь призван в армию, участвовал в советско-финляндской войне 1939—1940 годов. Перед войной жил на хуторе Ломы того же района, работал в Псковском лесхозе.
С началом Великой Отечественной войны пришёл в военкомат, но его не мобилизовали по семейным обстоятельствам: шестеро детей. А через несколько дней пришли немцы. Оставшись на оккупированной территории, пытался связаться с партизанами, но неудачно. Хутор противники сожгли, Голубева несколько раз отправляли в трудовые лагеря, но всякий раз он бежал. Последний раз остался в лесу, построил несколько землянок, где скрывался сам и жители сожжённого хутора.
В марте 1944 года, после освобождение родных мест советскими войсками, добровольцем ушёл в Красную армию. Был зачислен в 340-й стрелковый полк 46-й Сиверской стрелковой дивизии наводчиком орудия. После принятия пополнения дивизия с апреля участвовала в боевых действиях на Карельском перешейке.
Во время прорыва обороны противника и в боях за город Выборг расчёт, в котором наводчиком был красноармеец Голубев, продвигался в боевых порядках пехоты. Артиллеристы поддерживали огнём стрелковые подразделения. Наводчик Голубев точным огнём уничтожил дзот, несколько пулемётных точек, два орудия. Уже после освобождения города, при отражении контратаки противника, прямым попаданием снаряда орудие было разбито, а расчёт погиб. Голубев был контужен и засыпан землёй, с трудом выбрался на свежий воздух. На другой день принял новое орудие.
В сентябре 1944 года, после выхода Финляндии из войны, дивизия была переброшена на Ленинградский фронт. Ефрейтор Голубев в составе своего полка участвовал в боях за освобождение родной Псковской земли, Эстонии. Форсировал Чудское озеро, в боях на захваченном плацдарме уничтожил несколько пулемётных точек, закопанный в землю танк. За храбрость, проявленную при форсировании Чудского озера, награждён медалью «За отвагу».
19 сентября 1944 года в районе села Аиду ефрейтор Голубев вместе с расчётом артиллерийским огнём разбил вражеское противотанковое орудие, 3 огневые точки, разрушил 4 дота. Приказом по 46-й стрелковой дивизии от 5 октября 1944 года за храбрость, проявленную в боях за освобождение Эстонии, ефрейтор Голубев Иван Дмитриевич награждён орденом Славы 3-й степени.
В дальнейшем освобождал город Пярну, в боях на польской земле уничтожил несколько танков. Стал командиром расчёта. При отражении одной из контратак его «сорокопятка» была разбита прямым попаданием снаряда. Получив новую 57-мм пушку, догнал полк, шедший к Данцигу.
14 января 1945 года при прорыве обороны противника севернее города Пултуск своевременно выявил огневые точки, уничтожил штурмовое орудие и 2 крупнокалиберных пулемёта. Был представлен к награждению орденом Славы. С 1 по 28 января 1945 года расчёт младшего сержанта Голубева осуществлял огневое сопровождение наступающих стрелковых подразделений на висленском плацдарме в районе населённого пункта Мариенбург и у населённого пункта Грабау. Был вновь представлен к награждению орденом Славы. Приказом от 27 февраля 1945 года за храбрость, проявленную в боях, младший сержант Голубев Иван Дмитриевич награждён орденом Славы 2-й степени. Приказом от 25 марта 1945 года за храбрость, проявленную в боях, младший сержант Голубев Иван Дмитриевич награждён орденом Славы 2-й степени повторно.
Вскоре после Победы старший сержант Голубев был демобилизован. Будучи награждённым тремя орденами Славы, он не являлся полным кавалером этого ордена. Вернулся на родину, снова стал работать в лесхозе.
Указом Президиума Верховного Совета СССР от 19 августа 1955 года в порядке перенаграждения Голубев Иван Дмитриевич награждён орденом Славы 1-й степени. Стал полным кавалером ордена Славы.
Жил в деревне Углы Струго-Красненского района Псковской области. Последнее время работал путевым рабочим на Октябрьской железной дороге. Скончался 15 января 1980 года.

## Награды
- орден Славы 3-й (5.10.1944), 2-й (27.2.1945) и 1-й (19.8.1955) степеней
- три медали «За отвагу» (19.6.1944, 10.7.1944, 8.5.1945)[1]